# دادلی چیس
دادلی چیس (به انگلیسی: Dudley Chase) سناتور سابق عضو حزب دموکرات-جمهوری‌خواه بود. وی در سال ۱۸۱۳ تا ۱۸۱۷ و ۱۸۲۵ تا ۱۸۳۱ میلادی سناتور ایالت ورمانت در سنای ایالات متحده آمریکا بود.